# هوس (فلم)
هوس: حرب الإسلام الراديكالي ضد الغرب هو عنوان فيلم وثائقي مثير للجدل يطرح وجهة نظره بأن هناك إسلام راديكالي وأن له تعاليم إجرامية مستعيناً ببعض اللقطات المشوهة من برامج تلفزيونية عربية وإسلامية ويضع الفكر الإسلامي في مقارنة مع الحركة النازية إبان الحرب العالمية الثانية واصفاً إياه بالدموية والإرهاب ومعاداة السامية.
أثار التوزيع غير الاعتيادي لـ 28 مليون نسخة للفيلم عن طريق إرفاقه بالجرائد اليومية في الولايات المتحدة سخطاً واستياءً واسعاً لدى العرب والمسلمين وجاء تعزيزاً لمشاعر الخوف والكره للإسلام الموجودة في الولايات المتحدة الأمريكية.
تم هذا الحدث في خضم الحملات الأعلامية الأمريكية التي رافقت حملات الترشح للرئاسة الأمريكية لعام 2008 وتم إنتاج وتوزيع هذا الفيلم من قبل منظمة تمويل كلاريون clarion fund التابعة لمنظمة أيش ها توراه الإسرائيلية المتطرفة.

## إنتاج الفيلم
قام بكتابة الفيلم وإخراجه وين كوبينغ كما شارك رافائيل شور- رافائيل شور (وهو يهودي كندي ينتمي لمنظمة أيش ها توراه) في كتابة وإنتاج الفيلم، سبق وأن تعاون الاثنان في إنتاج فيلم «قاس: النضال من أجل السلام في الشرق الأوسط» وهو فيلم عنصري آخر يتحدث عن رؤيته لما يسميه العنصرية الفلسطينية وغياب ثقافة السلام والعيش المشترك لدى الفلسطينيين.

## محتوى الفيلم
يظهر الفيلم مجموعة من المقاطع غير المكتملة من تقارير ظهرت في وسائل إعلام عربية وإسلامية مختلفة، يحاول الفيلم إظهار الإسلام كإيدولوجية أصولية دموية ومعارضة للتطور والحضارة والعيش المشترك، تظهر في الفيلم عدة حوارات ومقابلات بعضها مع مسلمين متطرفين والبعض مع من يعتبرون نفسهم «مسلمين ليبيراليين» كما شمل لقاءات مع عدة شخصيات وفعاليات أمريكية وإسرائيلية. قال البعض ومنهم خليل محمد الاستاذ المساعد في قسم الدراسات الدينية في جامعة سان دييغو أن شهادته تم التلاعب بها من قبل القائمين على العمل.

## النشر والتوزيع
تم نشره في البداية عن طريق الإنترنت والصحافة المتلفزة والمطبوعة وفي عام 2008 قامت منظمة (بالإنجليزية: Clarion Fund) بحملة تم فيها توزيع 28 مليون نسخة من الفيلم كأقراص مدمجة مع جرائد يومية في مختلف أنحاء الولايات المتحدة الأمريكية وخاصة في الولايات المتأرجحة.
اتهمت نفس المنظمة بمحاولة التأثير على مجرى الانتخابات الأمريكية عبر التلاعب بقناعات الناخبين والدعوة لإثارة ما يعرف بالإسلاموفوبيا واتهمت بالإسائة إلى الدين الإسلامي ونشر صورة نمطية عن الإسلام بطريقة تهين المسلمين الأمريكيين.

## وثائقيات مشابهة
- Islam: What the West Needs to Know
- Radical Islam: Terror in Its Own Words
- قوة الكوابيس
- فتنة

## وصلات خارجية
- مقالات تستعمل روابط فنية بلا صلة مع ويكي بيانات
- Official website
- TheMovieObsession.com - a counter website
- Obsession Watch - critical analysis website
- Obsession with Hate - research on the film's funders and pundits
- Watch Obsession - website promoting the movie